# تپه عین علی قلعه فولاد
تپه عین علی قلعه فولاد مربوط به دوره ساسانیان - دوران‌های تاریخی پس از اسلام است و در شهرستان قروه، روستای قلعه فولاد واقع شده و این اثر در تاریخ ۲۴ فروردین ۱۳۸۲ با شمارهٔ ثبت ۸۰۱۲ به‌عنوان یکی از آثار ملی ایران به ثبت رسیده است.